# Титаномагнетит
Титаномагнетит (англ. titanomagnesium, titanomagnetite; нім. Titanmagneteisen n, Titanmagneteisenerz n, Titanomagnetit m) — мінерал класу оксидів та гідроксидів, підкласу складних оксидів.

## Загальний опис
Титаномагнетит названий за своїм хімічним складом (P.Groth, 1898) — титановмісний магнетит (Fe, Ti)Fe2О4. Містить (%) до 50-55 % Fe, 8-12 % Ti, 0,5 % V. Комплексна руда Fe, Ti, V. Оксид ТіО2 (до 8 %) входить до складу титаномагнетиту у вигляді твердого розчину, який при зниженні температури розпадається і утворює включення ільменіту. Колір мінералу чорний.
Зустрічається і титаномагнетит у вигляді магнетиту з включеннями ульвошпінелі й ільменіту і продуктів їх заміщення: рутилу, брукіту, перовськіту. Домішки: ванадій, марганець, алюміній, германій. Форми виділення: зернисті агрегати, чорні маси, рідше — октаедричні кристали.
Твердість за мінералогічною шкалою — 5-5,5, густина 4800-5300 кг / м³. На відміну від ульвешпінелі, титаномагнетит — феромагнетик. Залежно від складу спостерігаються дві точки Кюрі: 0-100 °C (майже-ульвешпінель, до 20 % Fe3O4), 500—570 °C (майже-магнетит, до 10 % Fe2TiO4).
Титаномагнетитовий концентрат, який містить 15 % ТіО2 може бути перероблений попереднім відновленням і наступною електроплав-кою з одержанням чавуну і титанового шлаку придатного для отримання пігментного діоксиду титану.